# Покрајина Гранада
Гранада (шп. Provincia de Granada) је покрајина јужне Шпаније, смештена у источном делу аутономне заједнице Андалузије. Граничи са покрајинама Албасете, Мурсија, Алмерија, Хаен, Кордоба, Малага и Средоземним морем (дуж Тропске обале). Њен главни град се такође зове Гранада.
Покрајина заузима површину од 12.635 km². 2006. године имала је 876.184 становника, од којих је око 30% живело у главном граду, са просечном густином насељености од 64,82 ст/km². Садржи 170 општина.

## Географија
Највиша планина на Иберијском полуострву, Муласен, смештена је у Гранади. Висока је око 3.479 м. Следеће две највише планине у покрајини су Велета (3.396 м) и Алказаба (3.371 м).
Река Хенил, која извире у Гранади, једна је од главних притока Гвадалкивира. Остале важне реке укључују Фардес, Моначил, Гвадалфео, Дилар, Избор, Верде и Даро.
Гранада дели Национални парк Сијера Невада (у Сијера Невада планинском ланцу) са покрајином Алмеира. Други важан планински ланац је Сијера де База.

## Важни споменици
Алхамбра, део светске културне баштине, највећа је туристичка атракција Гранаде. Представља место најфинијег архитектонског наслеђа Мавара (шпанских муслимана) који су владали Шпанијом (у Гранади од 711. године до 1492).
У Гранади и Гвадиксу се налазе и многобројне римокатоличке катедрале.
Краљевска капела Гранаде садржи остатке католичких краљева, Изабеле I од Кастиље (1451—1504) и Фернанда II од Арагона (1452—1516), као и њихове ћерке Хуане I од Кастиље (1479—1555) и њеног супруга Филип I („Лепог”) од Кастиље (1478—1506).

## Економија
- туризам
- трговина
- школство
- остало (агрикултура, пецање, градња, здравство, биотехнологија)